# Hinoa bambusicola
Hinoa bambusicola är en svampart som först beskrevs av Hara & I. Hino, och fick sitt nu gällande namn av Hara & I. Hino 1961. Hinoa bambusicola ingår i släktet Hinoa, divisionen sporsäcksvampar och riket svampar.   Inga underarter finns listade i Catalogue of Life.